# Isaac Tyrnau
Isaac (Eyzik ) Tyrnau (en hébreu: אייזיק טירנא) est un rabbin d'origine hongroise des XIVe siècle-XVe siècle. C'est le premier juif hongrois dont les écrits aient été conservés.
On connaît peu de choses de sa vie. On sait qu'il est né à Vienne, en 1380/1395 , puis est ensuite parti à Tyrnau dans l'actuelle Slovaquie. Il a été l'élève d'Abraham Klausner de Vienne et de Shalom de Neustadt. Il est très attaché au ritualisme de judaïsme de son époque. Il entretient une correspondance régulière avec Yaakov ben Moshe Levi Molin.
Il décrit les rites des différentes communautés ashkhénazes dans son ouvrage Sefer Minhagim. Son livre est retranscrit en allemand par Simon L. Ginzburg. Il parle le hongrois.

## Œuvres
- (he) Minhagim le-Kol ha-Shanah,  Venise, 1616[6]